# Oribatula tenuiseta
Oribatula tenuiseta är en kvalsterart som först beskrevs av Hammer 1977.  Oribatula tenuiseta ingår i släktet Oribatula och familjen Oribatulidae. Inga underarter finns listade i Catalogue of Life.